# A Secret Place
A Secret Place — последний сингл американской хэви-метал-группы Megadeth с альбома Cryptic Writings 1997 года. Песня дошла до 19-й строчки в чарте Mainstream Rock Tracks .

## Тематика лирики
По словам Дэйва Мастейна, «A Secret Place» — песня о секретных местах в голове. Это о человеке, заблудившемся в своём уме и потерявшем связь с реальностью. Смысл данной композиции схож с песней «Beyond the Realms of Death» группы Judas Priest.

## Список композиций
1. «A Secret Place» — 5:25

## Участники записи
- Дэйв Мастейн — соло-гитара, вокал
- Марти Фридмен — ритм-гитара, ситар
- Дэвид Эллефсон — бас-гитара
- Ник Менца — барабаны